# الله‌آباد ابوسعیدی
الله‌آباد ابوسعیدی روستایی در دهستان اسماعیلی بخش اسماعیلی شهرستان جیرفت استان کرمان ایران است.

## جمعیت
بر پایه سرشماری عمومی نفوس و مسکن در سال ۱۳۹۵ جمعیت این مکان ۲۱۶ نفر (۶۴خانوار) بوده‌است.